# Liste der Kulturdenkmäler in Worms-Horchheim
In der Liste der Kulturdenkmäler in Worms-Horchheim sind alle Kulturdenkmäler des Stadtteils Worms-Horchheim aufgeführt. Grundlage ist die Denkmalliste des Landes Rheinland-Pfalz (Stand: 1. Juni 2023).

## Einzeldenkmäler
| Bezeichnung                      | Lage                                 | Baujahr                 | Beschreibung | Bild                           |
| -------------------------------- | ------------------------------------ | ----------------------- | --- | ------------------------------ |
| Ortsverwaltung                   | Alter Marktplatz 1 Lage              | 1883                    | ehemalige Schule; achtachsiger neuklassizistischer Putzbau, 1883 (oder 1887), Erweiterungsbau bezeichnet 1912 | Fotos hochladen                |
| Friedhof                         | Alter Kirchenpfad Lage               | 18. bis 20. Jahrhundert | auf dem Friedhof (angelegt in der ersten Hälfte des 19. Jahrhunderts): - barockes Sandsteinkreuz, bezeichnet 1763 - Kriegerdenkmal 1870/71, reliefierter Obelisk, Löwe, bezeichnet 1879, Bildhauer J. Brand, Pfeddersheim - eiserne Grabkreuze - Kriegerdenkmal 1914/18, sachliche Anlage, 1932, nach 1945 erweitert - barockisierendes Grabmal Bürgermeister Johannes Klock, 1838 | weitere Bilder Fotos hochladen |
| Katholische Heilig-Kreuz-Kirche  | Goldbergstraße 1 Lage                | 1908–10                 | sogenannter Dom des Eisbachtals; neugotische Basilika mit Chorseitenturm, Anbauten, 1908–10, Architekt August Greifzu, Mainz; mit Ausstattung; Gesamtanlage mit Pfarrhaus (Goldbergstraße 3) | weitere Bilder Fotos hochladen |
| Katholisches Pfarrhaus           | Goldbergstraße 3 Lage                | 1908–10                 | Neurenaissanceformen, 1908–10, Architekt August Greifzu, Mainz | BW                             |
| Schul- und Gemeindehaus          | Horchheimer Bahnhofstraße 1 Lage     | 1782–1826               | ehemaliges Schul- und Gemeindehaus; barocker Fachwerkbau (verputzt), Krüppelwalmdach, 1782–1826 | Fotos hochladen                |
| Untermühle                       | Horchheimer Bahnhofstraße 31/33 Lage | 18. und 19. Jahrhundert | Dreiseithof, 18. und 19. Jahrhundert; barockes Wohnhaus, stattlicher Krüppelwalmdachbau, 18. Jahrhundert, ehemaliger Mühlenanbau, bezeichnet 1824 (renoviert), Ökonomiebauten, Toranlage, 19. Jahrhundert | BW                             |
| Kapelle                          | Kapellenstraße 60 Lage               | 1710                    | Kapelle, 1710, Überformung gegen 1900 | Fotos hochladen                |
| Schulhaus                        | Obere Hauptstraße 12 Lage            | 1828                    | ehemalige Schule; repräsentativer siebenachsiger klassizistischer Putzbau, 1828, Architekt großherzoglich-hessischer Landbaumeister Schneider, Mainz | Fotos hochladen                |
| Evangelische Gustav-Adolf-Kirche | Obere Hauptstraße 23 Lage            | 1907/08                 | Jugendstil-Ensemble mit Grünanlage, 1907/08, Architekt Fritz Becker; Saalbau mit steilem Satteldach, abgetreppter Dachreiter, mit Ausstattung; eingeschossiges Pfarrhaus mit Loggia und Veranda, Gartenpavillon | Fotos hochladen                |
| Wohnhaus                         | Obere Hauptstraße 42 Lage            | 18. Jahrhundert         | barockes Wohnhaus, eingeschossiger Mansarddachbau, 18. Jahrhundert; Wirtschaftsgebäude, 19. Jahrhundert | Fotos hochladen                |
| Wohnhaus                         | Obere Hauptstraße 45 Lage            | 18. Jahrhundert         | ehemaliges katholisches Pfarrhaus; repräsentativer Krüppelwalmdachbau, 18. Jahrhundert, Mannpforte bezeichnet 1591, barockisierendes Torhaus mit Resten zweier Grabkreuze, bezeichnet 1666, in der Gartenmauer Spolie vom Jesuitenkolleg | Fotos hochladen                |
| Kreuz                            | Obere Hauptstraße, bei Nr. 45 Lage   | 1760                    | Kruzifix, barock, bezeichnet 1760 | Fotos hochladen                |
| Friedhofskapelle                 | Obere Hauptstraße 47 Lage            | 1724–26                 | ehemalige Heilig-Kreuz-Kirche; barocker Bruchsteinsaalbau mit Krüppelwalmdach, 1724–26, mittelalterlicher Turm (romanisch/spätgotisch); mit Ausstattung; Grünanlage mit neun Grabsteinen des 19. und frühen 20. Jahrhunderts, repräsentatives Gründerzeit-Grabmal Heinrich und Magdalena Hahn († 1898 und 1934)                                                                    | weitere Bilder Fotos hochladen |
| Toranlage                        | Obere Hauptstraße, zu Nr. 70 Lage    | 1744                    | barocke Toranlage, ehemals bezeichnet 1744 | Fotos hochladen                |